# 코디 린리
코디 린리(Cody Linley, 1989년 11월 20일 ~ )는 미국의 배우, 가수, 래퍼, 무용가이다. 디즈니 채널 시트콤 《한나 몬타나》(2006-10)의 제이크 라이언 역으로 많이 알려져 있다.

## 출연 작품

### 영화
- 미스 에이전트 (2000) - 터프 보이 역
- 노블리 (2000)
- 마이 독 스킵 (2000)
- 열두명의 웬수들 (2003)
- 리바운드 (2005)
- 훗 (2006)
- 포겟 미 낫 (2009)
- 인투 더 샤크스톰 (2017) - 매트 역

### 텔레비전
- 한나 몬타나 (2006-10)